# Liste der Kulturdenkmale in Kellinghusen
In der Liste der Kulturdenkmale in Kellinghusen sind alle Kulturdenkmale der schleswig-holsteinischen Stadt Kellinghusen (Kreis Steinburg) aufgelistet (Stand: 10. März 2025).

## Legende
In den Spalten befinden sich folgende Informationen:
- Objekt-ID: die Nummer des Kulturdenkmales
- Lage: die Adresse des Kulturdenkmales und die geographischen Koordinaten. Kartenansicht, um Koordinaten zu setzen. In der Kartenansicht sind Kulturdenkmale ohne Koordinaten mit einem roten Marker dargestellt und können in der Karte gesetzt werden. Kulturdenkmale ohne Bild sind mit einem blauen Marker gekennzeichnet, Kulturdenkmale mit Bild mit einem grünen Marker.
- Offizielle Bezeichnung: Bezeichnung des Kulturdenkmales
- Beschreibung: die Beschreibung des Kulturdenkmales
- Bild: ein Bild des Kulturdenkmales

## Sachgesamtheiten
| Objekt-ID      | Lage                                    | Offizielle Bezeichnung              | Beschreibung | Bild                             |
| -------------- | --------------------------------------- | ----------------------------------- | --- | -------------------------------- |
| 41042 Wikidata | Bergstraße (53° 56′ 57″ N, 9° 43′ 8″ O) | Sachgesamtheit: Kirche St. Cyriacus | Aktualisierung vorgesehen - Begründung: geschichtlich, künstlerisch, städtebaulich, Kulturlandschaft prägend - Schutzumfang: Kirche St.-Cyriacus mit Ausstattung, Kirchhof, Ehrenmal-Kapelle mit Treppenaufgang, Nebengebäude, Lindenkranz, GranitBöschungsmauern | weitere Fotos \| Fotos hochladen |

## Bauliche Anlagen
| Objekt-ID      | Lage                                               | Offizielle Bezeichnung              | Beschreibung | Bild                             |
| -------------- | -------------------------------------------------- | ----------------------------------- | --- | -------------------------------- |
| 1665           | Bergstraße (53° 56′ 57″ N, 9° 43′ 8″ O)            | Kirche St. Cyriacus mit Ausstattung | Im Jahre 1196 wurde die Kirche erstmals urkundlich erwähnt und der erste Priester Johannes de Kelenghusen bezeugt. 1529 war Henricus Fischer der erste evangelisch-lutherische Prediger. 1658–1660 weilte während der „Polackenkriege“ der Große Kurfürst in Kellinghusen. Am 26. Juni 1686 schlug ein Blitz in die Kirche ein, woraufhin sie völlig ausbrannte. Alteintragung (Aktualisierung vorgesehen) - Begründung: geschichtlich, künstlerisch, städtebaulich - Schutzumfang: gesamtes Objekt - Denkmaltyp: Bauliche Anlage, Sachgesamtheit: Kirche St.-Cyriacus | weitere Fotos \| Fotos hochladen |
| 2655 Wikidata  | Am Markt 9 (53° 56′ 57″ N, 9° 43′ 5″ O)            | Rathaus                             | Alteintragung (Aktualisierung vorgesehen) - Begründung: geschichtlich, künstlerisch, städtebaulich - Schutzumfang: gesamtes Objekt - Denkmaltyp: Bauliche Anlage | weitere Fotos \| Fotos hochladen |
| 10318 Wikidata | Bergstraße (53° 56′ 57″ N, 9° 43′ 10″ O)           | Straßenpflaster und Hausvorflächen  | Alteintragung (Aktualisierung vorgesehen) - Begründung: geschichtlich, städtebaulich - Schutzumfang: gesamtes Objekt - Denkmaltyp: Bauliche Anlage | BW                               |
| 2076 Wikidata  | Bergstraße 7 (53° 56′ 58″ N, 9° 43′ 11″ O)         | Wohnhaus                            | Alteintragung (Aktualisierung vorgesehen) - Begründung: Alteintragung (Aktualisierung vorgesehen) - Schutzumfang: Alteintragung (Aktualisierung vorgesehen) - Denkmaltyp: Bauliche Anlage | BW                               |
| 10321          | Brauerstraße 21 (53° 57′ 3″ N, 9° 43′ 39″ O)       | Villa                               | Villa; um 1900; zweigeschossiger Backsteinbau in historistischen Formen, traufständig mit giebelständigem Risalit, Walmdach mit Schopf - Begründung: geschichtlich, städtebaulich - Schutzumfang: gesamtes Objekt - Denkmaltyp: Bauliche Anlage | BW                               |
| 10322          | Brauerstraße 23 (53° 57′ 4″ N, 9° 43′ 39″ O)       | Villa                               | Villa; Anfang 20. Jahrhundert; ein- bis zweigeschossiger Backsteinbau mit weißen Putzfeldern, schiefergedecktes Schopfwalmdach - Begründung: geschichtlich, städtebaulich - Schutzumfang: gesamtes Objekt - Denkmaltyp: Bauliche Anlage | BW                               |
| 10323 Wikidata | Brauerstraße 25 (53° 57′ 5″ N, 9° 43′ 41″ O)       | Villa (Fayence-Manufaktur)          | Alteintragung (Aktualisierung vorgesehen) - Begründung: künstlerisch, städtebaulich - Schutzumfang: Villa (Fayence-Manufaktur), Villengarten, Denkmal, Treibhaus - Denkmaltyp: Bauliche Anlage | BW                               |
| 10329 Wikidata | Feldhusener Straße 6 (53° 56′ 38″ N, 9° 43′ 40″ O) | Wohnhaus                            | Wohnhaus Anfang 19. Jh., eingeschossiger Fachwerkbau auf Lförmigem Grundriss mit reetgedecktem Halbwalmdach und leicht vorkragendem Mittelzwerchhaus - Begründung: geschichtlich, städtebaulich - Schutzumfang: gesamtes Objekt - Denkmaltyp: Bauliche Anlage | BW                               |
| 10341 Wikidata | Hauptstraße 4 (53° 56′ 55″ N, 9° 43′ 5″ O)         | Wohnhaus                            | Alteintragung (Aktualisierung vorgesehen) - Begründung: Alteintragung (Aktualisierung vorgesehen) - Schutzumfang: Alteintragung (Aktualisierung vorgesehen) - Denkmaltyp: Bauliche Anlage | BW                               |
| 10338 Wikidata | Hauptstraße 4 (53° 56′ 54″ N, 9° 43′ 4″ O)         | Tonnenscheune mit Stallanbau        | Alteintragung (Aktualisierung vorgesehen) - Begründung: Alteintragung (Aktualisierung vorgesehen) - Schutzumfang: Alteintragung (Aktualisierung vorgesehen) - Denkmaltyp: Bauliche Anlage | BW                               |
| 1546           | Hauptstraße 31 (53° 56′ 56″ N, 9° 43′ 22″ O)       | Ehemaliges Amtsgericht              | Königliches Amtsgericht; 1885/86; auf L-förmigem Grundriss mit breit gelagertem Vorderhaus und rückwärtigem Flügel, zweigeschossiger Ziegelbau mit Satteldach; Einfriedung - Begründung: geschichtlich, künstlerisch, städtebaulich - Schutzumfang: ehem. Amtsgericht, Einfriedung - Denkmaltyp: Bauliche Anlage | BW                               |
| 3150 Wikidata  | Hauptstraße 42 (53° 56′ 56″ N, 9° 43′ 24″ O)       | Wohn- und Wirtschaftsgebäude        | Alteintragung (Aktualisierung vorgesehen) - Begründung: Alteintragung (Aktualisierung vorgesehen) - Schutzumfang: Alteintragung (Aktualisierung vorgesehen) - Denkmaltyp: Bauliche Anlage | BW                               |
| 1967 Wikidata  | Lindenstraße (53° 57′ 27″ N, 9° 43′ 13″ O)         | Aussichtsturm                       | Der im neugotischen Stil gestaltete Turm wurde 1858 als Ersatz für einen hölzernen Aussichtsturm errichtet. Sein Name stammt von dem nördlich gelegenen Wohnhaus des Grafen Hans zu Rantzau, der es nach seiner Ehefrau Luise benannt hatte. Alteintragung (Aktualisierung vorgesehen) - Begründung: Alteintragung (Aktualisierung vorgesehen) - Schutzumfang: Alteintragung (Aktualisierung vorgesehen) - Denkmaltyp: Bauliche Anlage | weitere Fotos \| Fotos hochladen |
| 308 Wikidata   | Lindenstraße 13 (53° 57′ 1″ N, 9° 43′ 7″ O)        | Wohnhaus                            | Alteintragung (Aktualisierung vorgesehen) - Begründung: Alteintragung (Aktualisierung vorgesehen) - Schutzumfang: Alteintragung (Aktualisierung vorgesehen) - Denkmaltyp: Bauliche Anlage | BW                               |
| 44031          | Lindenstraße 63 (53° 57′ 15″ N, 9° 43′ 13″ O)      | Wasserpumpe                         | Wasserpumpe; 19. Jh.; Schwengelpumpe mit achtkantigem hölzernen Gehäuse mit schmiedeeisernen Beschlägen, schmiedeeiserner Schwengel, gusseisernes Auslaufrohr mit schmiedeeisernen Stützbeschlägen - Begründung: geschichtlich, städtebaulich, technisch - Schutzumfang: gesamtes Objekt - Denkmaltyp: Bauliche Anlage | BW                               |
| 6948 Wikidata  | Lindenstraße 65 (53° 57′ 16″ N, 9° 43′ 13″ O)      | Wohnhaus                            | Alteintragung (Aktualisierung vorgesehen) - Begründung: Alteintragung (Aktualisierung vorgesehen) - Schutzumfang: Alteintragung (Aktualisierung vorgesehen) - Denkmaltyp: Bauliche Anlage | BW                               |
| 1966 Wikidata  | Lindenstraße 97 (53° 57′ 29″ N, 9° 43′ 9″ O)       | Herrenhaus Luisenberg               | Alteintragung (Aktualisierung vorgesehen) - Begründung: Alteintragung (Aktualisierung vorgesehen) - Schutzumfang: Alteintragung (Aktualisierung vorgesehen) - Denkmaltyp: Bauliche Anlage | BW                               |

## Teile von baulichen Anlagen
| Objekt-ID    | Lage                                         | Offizielle Bezeichnung | Beschreibung | Bild |
| ------------ | -------------------------------------------- | ---------------------- | --- | ---- |
| 686 Wikidata | Gartenstraße 1 (53° 56′ 59″ N, 9° 42′ 45″ O) | Wandfliesen            | Alteintragung (Aktualisierung vorgesehen) - Begründung: geschichtlich, künstlerisch - Schutzumfang: gesamtes Objekt - Denkmaltyp: Teil einer baulichen Anlage | BW   |

## Gründenkmale
| Objekt-ID      | Lage                                    | Offizielle Bezeichnung | Beschreibung | Bild            |
| -------------- | --------------------------------------- | ---------------------- | --- | --------------- |
| 10314 Wikidata | Bergstraße (53° 56′ 57″ N, 9° 43′ 7″ O) | Kirchhof               | Alteintragung (Aktualisierung vorgesehen) - Begründung: geschichtlich, Kulturlandschaft prägend - Schutzumfang: Kirchhof, Ehrenmal-Kapelle mit Treppenaufgang, Nebengebäude, Lindenkranz, Granit-Böschungsmauern - Denkmaltyp: Gründenkmal, Sachgesamtheit: Kirche St.-Cyriacus | Fotos hochladen |

## Quelle
- Liste der Kulturdenkmale in Schleswig-Holstein – Kreis Steinburg

- Karte mit allen Koordinaten:
- OSM |
- WikiMap